# Henry Dryden
Henry Edward Leigh Dryden (17 augustus 1818 – 24 juli 1899) was een Brits oudheidkundige en archeoloog.

## Leven en werk

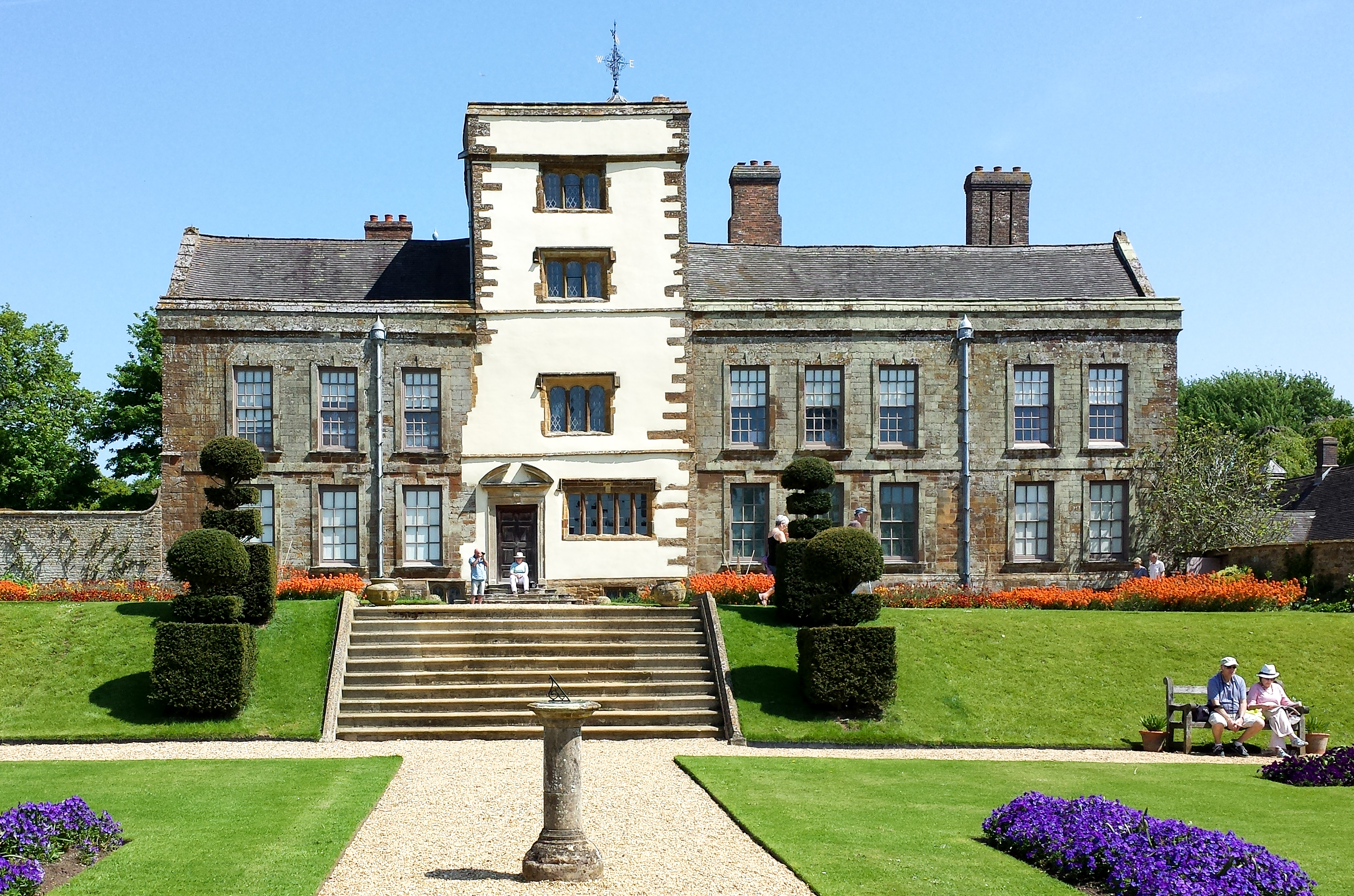
Canons Ashby House familiebezit van Dryden

Dryden werd in 1818 geboren als oudste zoon van de predikant sir Henry Dryden, Bt. (1787-1837) en Elizabeth Hutchinson. Hij studeerde vanaf 1836 tot 1839 aan het Trinity College in Cambridge. Na het overlijden van zijn vader werd hij eigenaar van het familielandgoed en vierde baronet. Dryden  was geïnteresseerd in oudheidkundige zaken. Hij deed onderzoek naar zaken als kerkarchitectuur, wapenuitrustingen en megalithische monumenten. Samen met zijn studievriend William Collings Lukis bracht hij veel van deze historische bouwwerken in West-Europa in kaart. Dryden was, volgens de archeoloog Wijnand van der Sanden niet alleen een zeer bekwaam landmeter, maar ook een vaardig tekenaar.
Dryden was erelid van de Society of Antiquaries of Scotland.
Dryden was getrouwd met Frances (Fanny) Tredcroft (1825-1899). Uit hun huwelijk werd een dochter Alice (1867-1956) geboren. Hij overleed in 1899 en ligt samen met zijn vrouw begraven bij de kerk van Canons Ashby. Op hun graf staat een door hun dochter opgericht monument naar het ontwerp van haar vader.
Sir Henry Edward Leigh Dryden was 4e baronet of Canons Ashby en sinds 1874 7e baronet of Ambrosden; in beide titels volgde zijn broer Sir Alfred Erasmus Dryden, 5e en 8e baronet (1822-1912) hem op.

## Society of Antiquaries

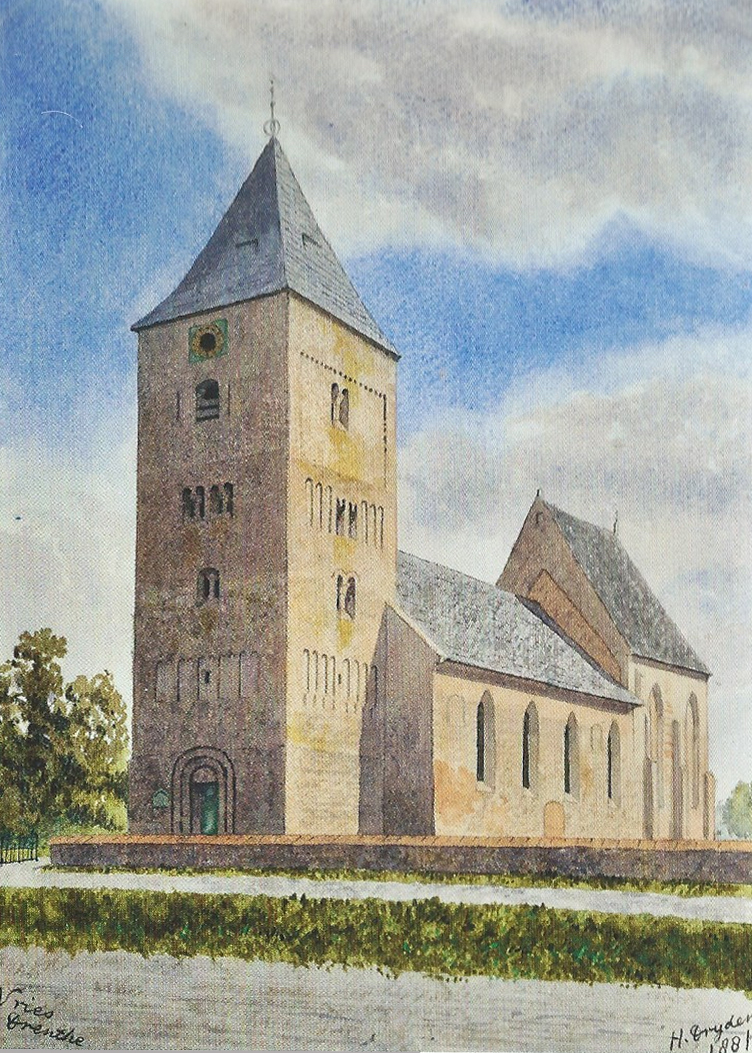
De door Dryden gemaakte tekening van de Bonifatiuskerk in Vries

In Engeland ontstond in de jaren zeventig van de 19e eeuw bezorgdheid over de wijze waarop in Nederland hunebedden werden gerestaureerd. In die kringen was men vooral bezorgd dat met de restauraties het oorspronkelijk beeld van de situatie verloren zou gaan. De directeur van de Society of Antiquaries in Londen verzocht Lukis en Dryden om de staat waarin de hunebedden zich op dat moment bevonden nauwkeurig vast te leggen. Zij bezochten in juli 1878 Drenthe en brachten veertig hunebedden op de Hondsrug in kaart. Ze hebben opmetingen verricht en beschreven de aangetroffen situatie, die zij tevens vastlegden in een serie aquarellen. Dryden maakte in die periode ook enkele tekeningen van de Magnuskerk in Anloo en de Bonifatiuskerk in Vries. Hun rapportage aan de Society of Antiquaries verscheen echter niet in druk. Hun materiaal werd bewaard bij de Society of Antiquaries, het Guernsey Museum & Art Gallery en het Drents Museum. Het Ashmolean Museum in Oxford bezit kopieën van hun werk. In 2015 publiceerde de Drentse archeoloog dr. Wijnand van der Sanden alsnog hun werk. Hij voorzag hun materiaal van een uitgebreide inleiding. Ook schetste hij de ontwikkelingen met betrekking tot het archeologisch onderzoek van de hunebedden na hun onderzoek tot 2015. Hij gaf als oordeel dat het werk van Lukis en Dryden van hoge kwaliteit was. In het Drents Museum was in 2015 een tentoonstelling over het werk.